# 23 (Lied)
23 ist ein Lied des US-amerikanischen Musikproduzenten Mike Will Made It, das er zusammen mit der Sängerin Miley Cyrus sowie den Rappern Wiz Khalifa und Juicy J aufnahm. Der Song wurde am 10. September 2013 als Single veröffentlicht.

## Inhalt
| Liedteil   | Künstler                |
| Refrain    | Miley Cyrus und Juicy J |
| 1. Strophe | Miley Cyrus             |
| 2. Strophe | Wiz Khalifa             |
| 3. Strophe | Juicy J                 |

Der Titel 23 ist angelehnt an die Trikotnummer 23 des Basketballspielers Michael Jordan. Im Text referenzieren die Interpreten auf den Sportler und dessen Bekleidungsmarke Air Jordan, die unter anderem Sportschuhe, bekannt als „Jordan’s“ oder „J’s“, herstellt. Weitere Themen sind Drogenkonsum, Feiern und Tanzen.

“I’m in the club high on purp with some shades on

Tatted up, mini skirt with my J’s on

In the club high on purp with some shades on

Tatted up, mini skirt with my J’s on

J’s on my feet (We trippin’!)

J’s on my feet”

## Produktion
Der Song wurde von Mike Will Made It produziert. Er fungierte neben Juicy J, Wiz Khalifa, Pierre Ramon Slaughter und dem Songwriter-Duo R. City auch als Autor.

## Musikvideo
Bei dem zu 23 in der Bishop Ford Central Catholic High School in Brooklyn Ende August 2013 gedrehten Musikvideo führte Hannah Lux Davis Regie. Es feierte am 24. September 2013 Premiere und verzeichnet auf YouTube über eine Milliarde Aufrufe (Stand: August 2025). Das Video spielt in einer Schule, in der Mike Will Made It das Büro des Direktors übernimmt und über die Lautsprecher den Song 23 abspielt. Miley Cyrus rappt ihre Strophe auf der Schultoilette vor einem Spiegel bzw. auf einem Fensterbrett, wobei sie einen Bikini mit der Nummer 23 trägt, der an ein Chicago-Bulls-Trikot des Basketballspielers Michael Jordan angelehnt ist. Sie raucht vor dem Waschbecken und schreibt mit rotem Lippenstift an den Spiegel. Weitere Szenen zeigen die Turnhalle, in der sich zahlreiche Schüler befinden und Cheerleader tanzen. Wiz Khalifa rappt seine Strophe im Chemielabor vor leuchtenden Flüssigkeiten in Reagenzgläsern. Anschließend sind die vier Musiker zusammen in der Turnhalle zu sehen, wobei Miley Cyrus auf einem Basketballkorb sitzt. Danach rappt Juicy J seine Strophe im Sporttrophäenraum und am Ende sind wiederum alle in der Sporthalle.

## Single

### Covergestaltung
Das Singlecover ist an das Trikot des Basketballspielers Michael Jordan angelehnt und zeigt dessen Rückennummer 23 in Schwarz auf rotem Grund. Oben im Bild steht der weiße Schriftzug Mike Will Made-It, während sich der schwarze Schriftzug Ft. Miley Cyrus • Wiz Khalifa • Juicy J am unteren Bildrand befindet.

### Chartplatzierungen
23 erreichte Platz elf in den US-amerikanischen Singlecharts und konnte sich 23 Wochen in den Top 100 halten. Im Vereinigten Königreich belegte der Song Rang 85. Weitere Chartplatzierungen gelangen unter anderem in Neuseeland, Frankreich, Australien und Spanien. Dagegen verpasste es in Deutschland die Top 100.
| ChartsChartplatzierungen       | Höchstplatzierung | Wochen |
| ------------------------------ | ----------------- | ------ |
| Vereinigtes Königreich (OCC)   | 85 (3 Wo.)        | 3      |
| Vereinigte Staaten (Billboard) | 11 (23 Wo.)       | 23     |

| ChartsJahrescharts (2014)      | Platzierung |
| ------------------------------ | ----------- |
| Vereinigte Staaten (Billboard) | 90          |

### Verkaufszahlen und Auszeichnungen
23 erhielt im Jahr 2023 in Deutschland für mehr als 150.000 verkaufte Einheiten eine Goldene Schallplatte. In den Vereinigten Staaten wurde es 2022 für über vier Millionen Verkäufe mit vierfach-Platin ausgezeichnet.

| Land/Region                  | Auszeichnungen für Musikverkäufe (Land/Region, Auszeichnung, Verkäufe) | Verkäufe  |
| ---------------------------- | ---------------------------------------------------------------------- | --------- |
| Brasilien (PMB)              | 3× Platin                                                              | 180.000   |
| Deutschland (BVMI)           | Gold                                                                   | 150.000   |
| Vereinigte Staaten (RIAA)    | 4× Platin                                                              | 4.000.000 |
| Vereinigtes Königreich (BPI) | Silber                                                                 | 200.000   |
| Insgesamt                    | 1× Silber · 1× Gold · 7× Platin ·                                      | 4.530.000 |

Hauptartikel: Miley Cyrus/Auszeichnungen für Musikverkäufe